# N'Radio
N'Radio, dont le nom initial était « Radio 02 », est une station de radio française locale émettant sur la partie sud du département de l'Aisne. Elle est installée à Soissons. N'Radio appartient au groupe ISA Media Development, qui comprend aussi les radios locales Radio ISA en Isère et Radio Numéro 1 en région Centre. Le directeur actuel de N'Radio est Alexandre Pages.
La radio est principalement axée sur la musique (variétés, musique internationale, etc.) mais elle propose également des informations locales.

## Historique
En octobre 2008, N'Radio commence à diffuser ses programmes, non sous le nom de projet « Radio 02 » mais sous le nom « N'Radio ». 
Après une première année de diffusion sans animateur ni émission jusqu'en janvier 2010, la radio prend son rythme de croisière avec une équipe d'animation complète.
Le 6 décembre 2022, la radio est diffusée en DAB+ via le réseau "Amiens-Étendu" de la Côte Picarde jusqu'au nord de l'Aisnepar l'intermédiaire de trois émetteurs situés à proximité d'Abbeville, d'Amiens et de Saint-Quentin.

## Identité de la station

### Logos

Ancienne version du logo de N'Radio
Logo actuel de N'Radio depuis [Quand ?]

### Slogans
N radio, LA radio de l'Aisne, 30 minutes de musiques sans pub, N radioo, N radio !!![réf. nécessaire]

## Diffusion
La radio diffuse en modulation de fréquence sur les 4/5 sud du département de l'Aisne :
| Secteur         | Fréquence | Site diffusion       | Ville diffusion | Diffuseur | Journal Officiel      |
| --------------- | --------- | -------------------- | --------------- | --------- | --------------------- |
| Château-Thierry | 99,3 MHz  | route d'Etrepilly    | Château-Thierry | TDF       | 2008-994 (annexe I)   |
| Laon            | 92,6 MHz  | 20, rue Saint-Martin | Laon            | /         | 2008-994 (annexe II)  |
| Soissons        | 107,9 MHz | Montagne de Paris    | Soissons        | TDF       | 2008-994 (annexe III) |